# Llista de circuits de motociclisme dels Països Catalans
Aquesta llista de circuits de motociclisme dels Països Catalans inclou els circuits de motociclisme de l'àmbit dels Països Catalans més destacats al llarg de la història d'aquest esport dins aquest territori. La llista -no exhaustiva- es subdivideix en tres grans categories: circuits de motocròs, circuits de motociclisme de velocitat i parcs motor (on es llisten aquelles instal·lacions esportives que inclouen diversos equipaments relacionats amb el motociclisme, habitualment conegudes com a "Parc Motor"). Tant per als circuits de motocròs com per als de velocitat s'han previst dos apartats: circuits actius (on es relacionen els que seguien en actiu a data de març de 2014) i circuits històrics (on es llisten els que ja no existien a la data esmentada).
A 30 de març de 2014

## Llista de circuits de motocròs dels Països Catalans

### Circuits actius
Aquesta llista aplega circuits de motocròs situats als Països Catalans que a data de març de 2014 romanen actius i ofereixen les seves instal·lacions al públic, ja sigui per a la pràctica dels aficionats a aquest esport o organitzant-hi curses de tota mena.
Els circuits que formen part d'algun complex esportiu més gran es llisten més avall, a la secció de "Parcs motor". Es mostren en negreta els circuits que han estat seu d'algun Gran Premi del Campionat del Món de motocròs.
| Lletra | Població                 | Comarca         | Territori | Nom del circuit                               |
| ------ | ------------------------ | --------------- | --------- | --------------------------------------------- |
| A      | Alacant                  | Alacantí        | PV        |                                               |
| A      | Albaida                  | Vall d'Albaida  | PV        |                                               |
| A      | Alcarràs                 | Segrià          | CA        |                                               |
| A      | Almacelles               | Segrià          | CA        | Circuit La Mina d'Almacelles                  |
| A      | Almenar                  | Segrià          | CA        | Circuit El Terré d'Almenar                    |
| A      | Alpicat                  | Segrià          | CA        |                                               |
| A      | Amposta                  | Montsià         | CA        | Circuit Oriola MX Parc                        |
| A      | Arbeca                   | Garrigues       | CA        |                                               |
| A      | Avià                     | Berguedà        | CA        | Circuit Foc i Fuegu                           |
| B      | Balaguer                 | Noguera         | CA        |                                               |
| B      | Bao                      | Rosselló        | CA        | Circuit Moto Cross de Baho                    |
| B      | Bassella                 | Alt Urgell      | CA        |                                               |
| B      | Bellpuig                 | Urgell          | CA        | Circuit de Motocròs de Catalunya              |
| B      | Benicarló                | Baix Maestrat   | PV        |                                               |
| B      | Bolquera                 | Alta Cerdanya   | CA        | Circuit Moto Cross de Bolquère                |
| C      | Calders                  | Moianès         | CA        | Circuit del Canadell                          |
| C      | Campdevànol              | Ripollès        | CA        |                                               |
| C      | Campos                   | Mallorca        | IB        | Circuit Toni Palerm                           |
| C      | Castelló d'Empúries      | Alt Empordà     | CA        | Circuit del Paratge del Mal Diner             |
| C      | Corbera de les Cabanes   | Rosselló        | CA        | Circuit Moto Cross de Corbère-les-Cabanes     |
| C      | Crevillent               | Baix Vinalopó   | PV        |                                               |
| D      | Deltebre                 | Baix Ebre       | CA        | Circuit La Capella (MC Delta)                 |
| E      | Eivissa                  | Eivissa         | IB        | Circuit de Sa Coma                            |
| E      | Elda                     | Vinalopó Mitjà  | PV        | Circuit Finca Lacy                            |
| E      | El Pilar de la Mola      | Formentera      | IB        | Circuit de Motocròs de Cas Barber             |
| E      | El Pla de Sant Tirs      | Alt Urgell      | CA        | Circuit MX Pla de Sant Tirs                   |
| E      | El Voló                  | Rosselló        | CA        | Circuit Moto Cross de Le Boulou               |
| E      | Els Hostalets de Balenyà | Osona           | CA        | Circuit de Balenyà                            |
| F      | Felanitx                 | Mallorca        | IB        | Circuit de Motocròs de Son Matamoros-Felanitx |
| F      | Figueres                 | Alt Empordà     | CA        | Circuit Els Arcs de Figueres                  |
| F      | Figueroles de Domenyo    | Serrans         | PV        |                                               |
| F      | Fogars de la Selva       | Selva           | CA        | Circuit Pistó Fos                             |
| F      | Fonollosa                | Bages           | CA        | Circuit del Pinyer                            |
| G      | Garriguella              | Alt Empordà     | CA        |                                               |
| I      | Inca                     | Mallorca        | IB        | Circuit de Motocròs de Palma-Inca             |
| L      | L'Alcora                 | Alcalatén       | PV        |                                               |
| L      | L'Alfàs del Pi           | Marina Baixa    | PV        |                                               |
| L      | L'Alguer                 | Sardenya        | AL        | Pista Motocross Lazzaretto                    |
| L      | La Pobla de Mafumet      | Tarragonès      | CA        |                                               |
| L      | La Selva del Camp        | Baix Camp       | CA        | Circuit Motocròs La Selva                     |
| L      | Les Coves de Vinromà     | Plana Alta      | PV        |                                               |
| L      | Linyola                  | Pla d'Urgell    | CA        |                                               |
| L      | Lleida (Rufea)           | Segrià          | CA        | Circuit El Segre de Rufea                     |
| L      | Lliçà d'Amunt            | Vallès Oriental | CA        | Circuit del Pinar La Riera                    |
| L      | Llívia                   | Baixa Cerdanya  | CA        |                                               |
| M      | Maó                      | Menorca         | IB        | Circuit Son Cardona Nou                       |
| M      | Martorelles              | Vallès Oriental | CA        |                                               |
| M      | Moià                     | Moianès         | CA        | Circuit Verd                                  |
| M      | Montgai                  | Noguera         | CA        | Circuit El Cluet                              |
| O      | Oliana                   | Alt Urgell      | CA        | Circuit Graell                                |
| O      | Olvan                    | Berguedà        | CA        | Circuit de Motocròs del Berguedà              |
| O      | Onda                     | Plana Baixa     | PV        |                                               |
| O      | Ontinyent                | Vall d'Albaida  | PV        |                                               |
| P      | Ponts                    | Noguera         | CA        | Circuit El Bosquet                            |
| R      | Ribera d'Urgellet        | Alt Urgell      | CA        | Circuit La Bastida de Tost                    |
| R      | Riudecols                | Baix Camp       | CA        |                                               |
| S      | Saidí                    | Baix Cinca      | FP        |                                               |
| S      | Salomó                   | Tarragonès      | CA        |                                               |
| S      | Sant Feliu de Codines    | Vallès Oriental | CA        | Circuit del Cussonell                         |
| S      | Sant Hilari Sacalm       | Selva           | CA        | Circuit Els Cortals                           |
| S      | Sant Hilari Sacalm       | Selva           | CA        | Circuit Saleta del Mas                        |
| S      | Sant Josep               | Eivissa         | IB        | Cala Bassa                                    |
| S      | Sant Vicenç de Montalt   | Maresme         | CA        |                                               |
| S      | Santa Coloma de Farners  | Selva           | CA        |                                               |
| S      | Sils                     | Selva           | CA        |                                               |
| T      | Tortosa                  | Baix Ebre       | CA        | Circuit MX Els Reguers                        |
| T      | Traiguera                | Baix Maestrat   | PV        |                                               |
| V      | Vidreres                 | Selva           | CA        |                                               |
| V      | Vila-real                | Plana Baixa     | PV        |                                               |
| V      | Vilassar de Dalt         | Maresme         | CA        | Circuit BoobSX                                |

### Circuits històrics
Aquesta llista -no exhaustiva- aplega circuits de motocròs situats als Països Catalans que han tingut certa anomenada i ressò mediàtic al llarg de la història, bé per la seva llarga trajectòria o bé per haver estat seu de competicions d'importància, ja siguin Grans Premis del Campionat del Món o proves puntuables per al Campionat d'Espanya de motocròs o els dels respectius territoris. Tret d'excepcions justificades, s'hi llisten circuits de motocròs permanents o amb cert condicionament (en general no hi apareixen, doncs, circuits provisionals o improvisats en alguna ocasió per a una cursa concreta).
Val a dir que, atès que durant les dècades de 1960 i 1970 aquest esport experimentà una notable expansió al llarg dels Països Catalans, l'elevat nombre d'aquesta mena de circuits que hi hagué durant aquella època arreu del territori fa gairebé inviable de llistar-los tots, amb la qual cosa s'ha optat per recollir-ne una mostra representativa.
Es mostren en negreta els circuits que han estat seu d'algun Gran Premi del Campionat del Món.
| Lletra | Població                  | Comarca           | Territori | Nom del circuit                            | Dècada      |
| ------ | ------------------------- | ----------------- | --------- | ------------------------------------------ | ----------- |
| A      | Alcoi                     | Alcoià            | PV        |                                            | 1970        |
| A      | Almacelles                | Segrià            | CA        | Masaccío-Arca                              | 1980        |
| A      | Arles                     | Vallespir         | CA        |                                            | 1950        |
| B      | Barcelona                 | Barcelonès        | CA        | Circuit de Pedralbes                       | 1960        |
| B      | Bassella                  | Alt Urgell        | CA        |                                            | 1960 - 1970 |
| B      | Benicarló                 | Baix Maestrat     | PV        |                                            | 1970        |
| B      | Benidorm                  | Marina Baixa      | PV        | Cursa de platja                            | 1970        |
| C      | Castellgalí               | Bages             | CA        | Els Torrents                               | 1960        |
| C      | Constantí                 | Tarragonès        | CA        | Les Forques                                | 1970 - 1980 |
| C      | Cullera                   | Ribera Baixa      | PV        |                                            | 1970        |
| E      | Eivissa                   | Eivissa           | IB        | Cap Martinet                               | 1970 - 1980 |
| E      | El Prat de Llobregat      | Baix Llobregat    | CA        |                                            | 1960        |
| E      | Elda                      | Vinalopó Mitjà    | PV        | Circuit La Melva                           | 1970 - 1990 |
| E      | Esplugues de Llobregat    | Baix Llobregat    | CA        | Circuit Ciutat Diagonal                    | 1960 - 1990 |
| F      | Figueres                  | Alt Empordà       | CA        |                                            | 1970        |
| G      | Girona (Palau)            | Gironès           | CA        | Circuit de Palau                           | 1960        |
| G      | Gironella                 | Berguedà          | CA        | Cal Forroll                                | 1960        |
| G      | Granollers                | Vallès Oriental   | CA        | Les Franqueses                             | 1970        |
| G      | Granollers                | Vallès Oriental   | CA        | Fàbrica Umbert                             | 1950        |
| I      | Ibi                       | Alcoià            | PV        |                                            | 1980        |
| L      | L'Hospitalet de Llobregat | Barcelonès        | CA        |                                            | 1960        |
| L      | Les Planes d'Hostoles     | Garrotxa          | CA        | Circuit Les Planes                         | 1970        |
| M      | Manresa                   | Bages             | CA        |                                            | 1960 - 1970 |
| M      | Manresa                   | Bages             | CA        | Puigberenguer                              | 1950        |
| M      | Martorell                 | Baix Llobregat    | CA        |                                            | 1970        |
| M      | Martorelles               | Vallès Oriental   | CA        | Can Puig-Les Llicorelles                   | 1970        |
| M      | Martorelles               | Vallès Oriental   | CA        | Provisional                                | 1950        |
| M      | Mataró                    | Maresme           | CA        |                                            | 1970        |
| M      | Moià                      | Moianès           | CA        | Circuit Assistadors                        | 1980        |
| M      | Moià                      | Moianès           | CA        | Circuit Comas Nou                          | 1980        |
| M      | Moià                      | Moianès           | CA        | Circuit El Prat                            | 1970        |
| M      | Moià                      | Moianès           | CA        | Circuit Montbrú                            | 1970        |
| M      | Moià                      | Moianès           | CA        | Circuit El Toll                            | 1970 - 1980 |
| M      | Mollet del Vallès         | Vallès Oriental   | CA        | Circuit de Gallecs                         | 1970 - 1980 |
| M      | Montgai                   | Noguera           | CA        | Circuit El Cluet                           | 1960 - 1980 |
| M      | Montornès del Vallès      | Vallès Oriental   | CA        |                                            | 1970        |
| N      | Novelda                   | Vinalopó Mitjà    | PV        |                                            | 1970        |
| O      | Oliana                    | Alt Urgell        | CA        |                                            | 1960 - 1970 |
| O      | Olot                      | Garrotxa          | CA        |                                            | 1970        |
| O      | Ontinyent                 | Vall d'Albaida    | PV        |                                            | 1970        |
| P      | Prats de Lluçanès         | Osona             | CA        | Circuit de Prats                           | 1970        |
| P      | Premià de Dalt            | Maresme           | CA        | Circuit de Can Nolla                       | 1970        |
| S      | Sabadell-Terrassa         | Vallès Occidental | CA        | Circuit del Vallès                         | 1960 - 1980 |
| S      | Sant Celoni               | Vallès Oriental   | CA        |                                            | 1970        |
| S      | Sant Cugat del Vallès     | Vallès Occidental | CA        | Sant Cugat                                 | 1970        |
| S      | Sant Joan                 | Mallorca          | IB        | Circuit de Motocròs de Binifarda-Sant Joan | 2010        |
| S      | Sant Joan de Vilatorrada  | Bages             | CA        | Circuit de Joncadella                      | 1960        |
| S      | Sant Julià de Ramis       | Gironès           | CA        | Costa Roja                                 | 1970        |
| S      | Sant Rafel de sa Creu     | Eivissa           | IB        | Circuit de Sant Rafel                      | 1980        |
| S      | Santa Coloma de Gramenet  | Barcelonès        | CA        | Circuit de Santa Rosa                      | 1960        |
| S      | Santiga                   | Vallès Occidental | CA        | Can Lletget                                | 1960        |
| T      | Teià                      | Maresme           | CA        | Circuit Tot-Cross                          | 1970        |
| V      | Vallvidrera               | Barcelonès        | CA        | Provisional                                | 1950        |
| V      | Vic                       | Osona             | CA        | Castell d'en Planes                        | 1950        |
| V      | Vilassar de Dalt          | Maresme           | CA        | Ca l'Arcís                                 | 1970        |

## Llista de circuits de motociclisme de velocitat dels Països Catalans

### Circuits actius
Aquesta llista aplega circuits d'asfalt situats als Països Catalans que a data de març de 2014 romanen actius i ofereixen les seves instal·lacions al públic, ja sigui per a la pràctica dels aficionats a aquest esport o organitzant-hi curses de tota mena.
Els circuits que formen part d'algun complex esportiu més gran es llisten més avall, a la secció de "Parcs motor". Es mostren en negreta els circuits que han estat seu d'algun Gran Premi del Campionat del Món de motociclisme de velocitat.
| Població               | Comarca         | Territori | Nom del circuit                |
| ---------------------- | --------------- | --------- | ------------------------------ |
| Alacant (El Bacarot)   | Alacantí        | PV        | Circuit Ramiro Blanco          |
| Alcarràs               | Segrià          | CA        | Circuit d'Alcarràs             |
| Castellbell i el Vilar | Bages           | CA        | Circuit de Can Padró           |
| Juneda                 | Garrigues       | CA        | Circuit de Juneda-Zona Karting |
| L'Ametlla de Mar       | Baix Ebre       | CA        | Circuit de Calafat             |
| Llucmajor              | Mallorca        | IB        | Mallorca Rennarena             |
| Menàrguens             | Noguera         | CA        | Circuit de Menàrguens          |
| Montmeló               | Vallès Oriental | CA        | Circuit de Catalunya           |
| Móra d'Ebre            | Ribera d'Ebre   | CA        | Circuit de Móra d'Ebre         |
| Oliva                  | Safor           | PV        |                                |
| Pas de la Casa         | Andorra         | AD        | Grandvalira Circuit            |
| Vic                    | Osona           | CA        | Circuit d'Osona                |
| Xest                   | Foia de Bunyol  | PV        | Circuit Ricardo Tormo          |

### Circuits històrics
Aquesta llista -no exhaustiva- aplega circuits d'asfalt situats als Països Catalans que han tingut certa anomenada i ressò mediàtic al llarg de la història, bé per la seva llarga trajectòria o bé per haver estat seu de competicions d'importància, ja siguin Grans Premis del Campionat del Món o proves puntuables per al Campionat d'Espanya de motociclisme de velocitat o els dels respectius territoris.
Gairebé tots els circuits que s'hi llisten varen ser provisionals -coneguts a l'època com a "circuits urbans"-, ja que fins ben entrada la dècada de 1990 no es generalitzà la creació de circuits de velocitat permanents i pràcticament tots els que es feien servir per a aquesta disciplina eren improvisats per a curses concretes a l'interior d'alguna població (o als afores, a algun polígon industrial proper o ubicacions similars). Val a dir que, atès que entre les dècades de 1940 i 1980 aquest esport tingué una notable difusió al llarg dels Països Catalans, l'elevat nombre d'aquesta mena de circuits que s'arribà a habilitar durant aquella època arreu del territori fa gairebé inviable de llistar-los tots, amb la qual cosa s'ha optat per recollir-ne una mostra representativa.
Es mostren en negreta els circuits que han estat seu d'algun Gran Premi del Campionat del Món. Tret que s'indiqui el contrari, tots aquests circuits eren urbans.
| Població             | Comarca         | Territori | Nom del circuit                   | Dècada      |
| -------------------- | --------------- | --------- | --------------------------------- | ----------- |
| Alacant              | Alacantí        | PV        | Circuit de Vistahermosa           | 1950 - 1960 |
| Alcoi                | Alcoià          | PV        |                                   | 1960        |
| Barcelona            | Barcelonès      | CA        | Circuit de Montjuïc               | 1930 - 1980 |
| Benidorm             | Marina Baixa    | PV        |                                   | 1960 - 1970 |
| Cardedeu             | Vallès Oriental | CA        |                                   | 1910        |
| Castelló de la Plana | Plana Alta      | PV        | Polígon Rafalafena / Costa Azahar | 1960 - 1970 |
| Coma-ruga            | Baix Penedès    | CA        |                                   | 1960        |
| Cullera              | Ribera Baixa    | PV        |                                   | 1960 - 1970 |
| Granollers           | Vallès Oriental | CA        |                                   | 1950 - 1960 |
| Guadassuar           | Ribera Alta     | PV        |                                   | 1960 - 1970 |
| Ibi                  | Alcoià          | PV        |                                   | 1950        |
| L'Ametlla del Vallès | Vallès Oriental | CA        | Circuit de L'Ametlla              | 1920 - 1930 |
| Mataró               | Maresme         | CA        |                                   | 1960        |
| Martorelles          | Vallès Oriental | CA        |                                   | 1960 - 1970 |
| Sant Pere de Ribes   | Garraf          | CA        | Autòdrom de Terramar              | 1920 - 1930 |
| Sitges               | Garraf          | CA        | Circuit de Sitges-Baix Penedès    | 1910        |
| Tarragona            | Tarragonès      | CA        |                                   | 1960 - 1970 |
| Ulldecona            | Montsià         | CA        |                                   | 1960 - 1970 |
| València             | València        | PV        | Circuit de L'Albereda             | 1940 - 1960 |
| Vinaròs              | Baix Maestrat   | PV        |                                   | 1960 - 1970 |
| Xàtiva               | Costera         | PV        |                                   | 1960 - 1970 |

## Llista de parcs motor dels Països Catalans
| Població                   | Comarca           | Territori | Nom del parc                          |
| -------------------------- | ----------------- | --------- | ------------------------------------- |
| Castellolí                 | Anoia             | CA        | Parcmotor Castellolí                  |
| Cunit                      | Baix Penedès      | CA        | Cunit Polea Camp (Masia Sant Antoni)  |
| L'Ametlla del Vallès       | Vallès Oriental   | CA        | Àrea d'Enduro de L'Ametlla del Vallès |
| L'Espluga de Francolí      | Conca de Barberà  | CA        | Motoparc Francolí                     |
| Les Borges Blanques        | Garrigues         | CA        | Parcmotor La Floresta                 |
| Montmeló                   | Vallès Oriental   | CA        | Offroad Circuits de Catalunya         |
| Olvan                      | Berguedà          | CA        | Àrea de Motor del Berguedà            |
| Sant Fost de Campsentelles | Vallès Oriental   | CA        | Àrea de Trial de Mas Corts-Can Teià   |
| Sant Llorenç Savall        | Vallès Occidental | CA        | Àrea de La Clau                       |
| Súria                      | Bages             | CA        | Àrea de Motor de Can Taulé            |
| Vallgorguina               | Vallès Oriental   | CA        | Parc Motor de Vallgorguina            |
| Verges                     | Baix Empordà      | CA        | Circuit Espai Motor de Verges         |